# Egidio Miragoli
Egidio Miragoli (* 20. července 1955 Pandino) je italský římskokatolický duchovní a biskup Mondovì.

## Život
Narodil se 20. července 1955 v Pandino.
Vstoupil do kněžského semináře v Lodi. Po teologickém studiu byl 23. června 1979 biskupem Paolem Magnani vysvěcen na kněze a inkardinován do diecéze Lodi. Poté studoval kanonické právo na Papežské univerzitě Gregoriana v Římě.
Od roku 1982 přednášel kanonické právo na různých institutech. O tři roky později byl jmenován defensorem vinculi diecézního soudu a roku 1988 promotórem spravedlnosti. Od roku 2007 byl soudcem regionálního církevního soudu Lombardie. Zastával také pastorační činnost ve farnosti svaté Francesci Saverii Cabrini v Lodi.
Dne 29. září 2017 jej papež František jmenoval biskupem Mondovì. Biskupské svěcení přijal 11. listopadu z rukou biskupa Maurizia Malvestiti a spolusvětiteli byli biskup Luciano Pacomio a biskup Paolo Magnani.